# عفان بن مسلم الصفار
عفان بن مسلم الصفار، أبو عثمان البصري، مُحدث حافظ ثبت، ومحدث العراق، ولد سنة 134 هـ. وتوفي سنة 220 هـ، وعاش خمسًا وثمانين سنة.

## روايته للحديث
- روى عن: داود بن أبي الفرات، عبد الله بن بكر المزني، وصخر بن جويرية، شعبة بن الحجاج، وهيب بن خالد بن عجلان، همام بن يحيى، سليم بن حيان، وبكير بن أبي السميط المسمعي، أبان العطار، الأسود بن شيبان، الحمادين، أبي عوانة الوضاح بن عبد الله اليشكري، عبد الواحد بن زياد وغيرهم.
- روى عنه: البخاري وروى هو والباقون عنه بواسطة إسحاق الكوسج، وحدث عنه أيضا أحمد بن حنبل وعلي بن المديني، ويحيى بن معين، والفلاس، والذهلي، والقواريري، وخلف بن سالم، والزعفراني، وابن نمير، وأبو كريب، وجعفر بن محمد بن شاكر، وهلال بن العلاء، وأبو زرعة الرازي وأبو حاتم الرازي، وعبد الله بن أحمد الدورقي، وعلي بن عبد العزيز، والحسن بن سلام السواق، وأبي قدامة السرخسي، محمد بن عبد الرحيم البزار، حجاج بن الشاعر، أبو خيثمة، الحسن بن علي الخلال، أبو بكر بن أبي شيبة، عبد الله الدارمي السمرقندي، عمرو الناقد، الفضل بن سهل، عمرو بن علي، محمد بن اسحاق الصاغاني، إسحاق بن الحسن الحربي وآخرون. [4]

## قيل عنه
- قال عنه الذهبي في ميزانه: «الحافظ الثبت الذي يقول فيه يحيى القطان: إذا وافقني عفان لا أبالي من خالفني، ثم قال: فآذى ابن عدي نفسه بذكره له في كامله، وأجاد بن الجوزي في حذفه.»
- قال أبو حاتم : «عفان إمام ثقة متين متقن.»
- قال حنبل بن إسحاق: «وأمر المأمون إسحاق بن إبراهيم الطاهري أن يدعو عفان إلى القول بخلق القرآن، فإن لم يجب فاقطع عنه رزقه وهو خمسمائة درهم في الشهر، فاستدعاه فقرأ: قل هو الله أحد حتى ختمها، فقال: مخلوق هذا قال يا شيخ إن أمير المؤمنين يقول: إن لم يجب اقطع عنه رزقه، فقال: وفي السماء رزقكم وما توعدون، وخرج ولم يجب.»
- قال محمد بن سعد البغدادي: «كان ثقة كثير الحديث ثبتاً حجة.»[4]